# Gary Basaraba
Gary Basaraba (Edmonton, 16 de março de 1959) é um ator canadense. Dentre seus principais papéis ele fez o sargento da polícia Richard 'Dicky' Santoro na série Brooklyn South.
Basaraba fez a voz do personagem Robusto no filme Os Smurfs de 2011.